# Каспар Вессель

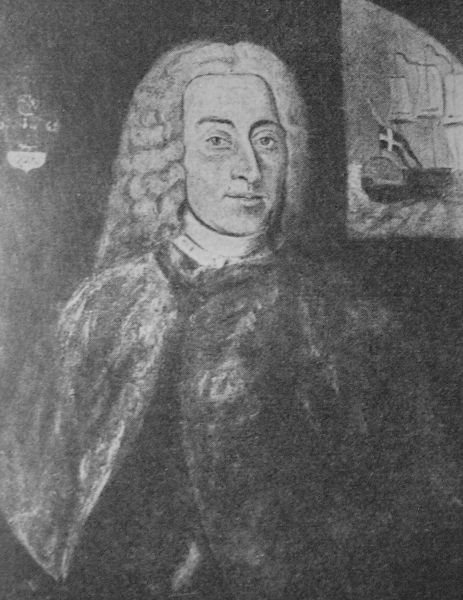
Каспар Вессель.

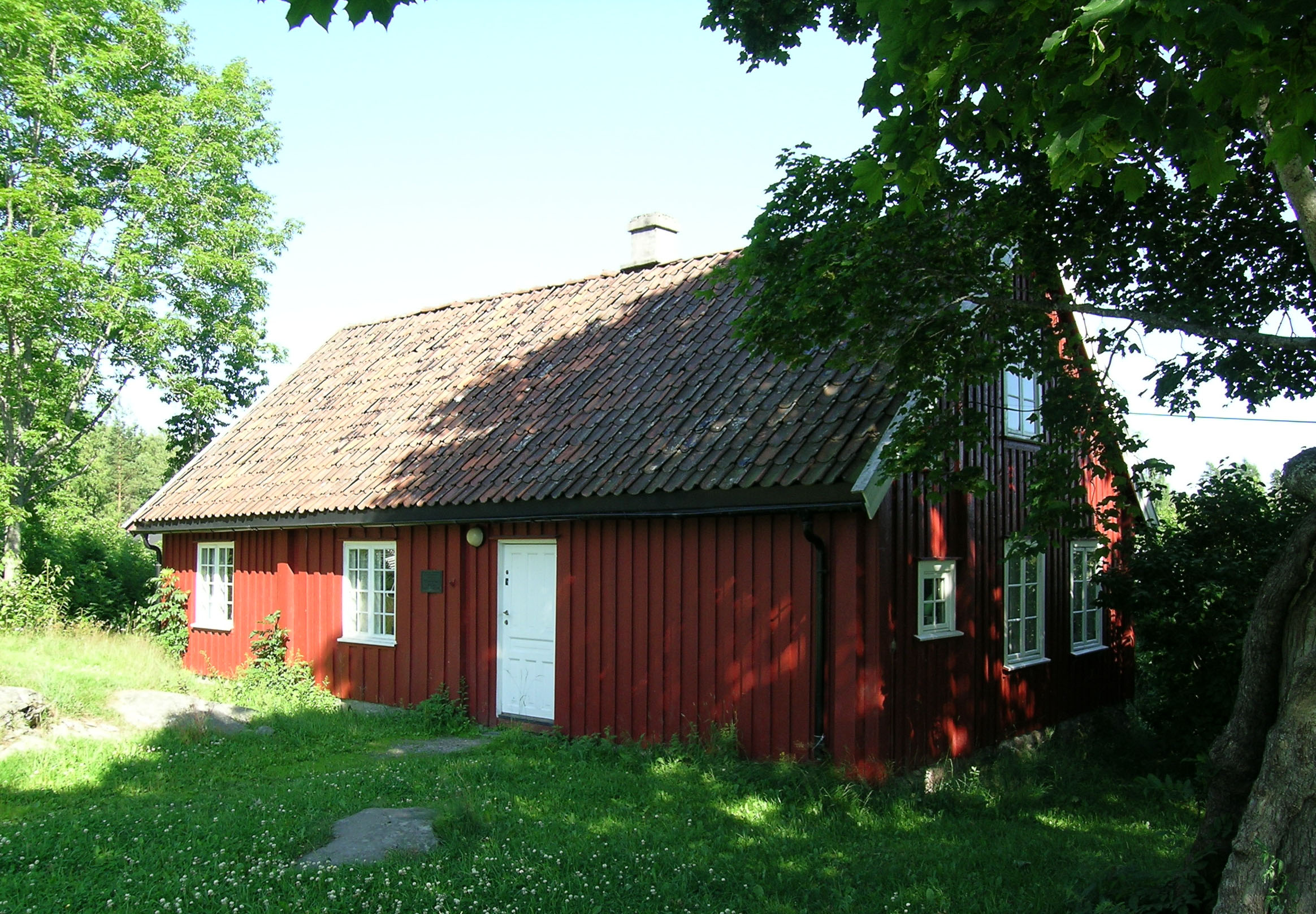
Будинок, в якому Каспар Вессель і його брати виросли.

Каспар Вессель (8 червня 1745, Вестбю — 25 березня 1818, Копенгаген) — датсько-норвезький математик і картограф. У 1799 році Вессель був першою людиною, яка описала геометричну інтерпретацію комплексних чисел як точок на комплексній площині та векторів.

## Інтернет-ресурси
- Brun, Viggo (1962). Regnekunsten i det gamle Norge (норв.). Oslo: Universitetsforlaget. с. 97—111. OCLC 492224079.
- A Source Book in Mathematics, by David Eugene Smith, has "essential" passages of "Om directionens analytiske betegning" translated into English (see page 55).